# الواقعية التقنية
الواقعية التقنية هي محاولة لتوسيع المساحة الوسطية بين الفرضية التقنية واللاضية الجديدة من خلال تقييم الآثار الاجتماعية والسياسية للتقنية حتى يتمكن الناس جميعًا من التحكم بشكل أكبر في شكل مستقبلهم. استشهد أحد الحسابات بأن الواقعية التقنية نشأت في أوائل التسعينيات وقدمها دوغلاس راشكوف وأندرو شابيرو. وفي بيان صادر وصف المصطلح بأنه جيل جديد من النقد الثقافي، ذكر أن الهدف لم يكن الترويج للتقنية أو رفضها ولكن فهمها حتى يمكن محاذاة التطبيق مع القيم الإنسانية الأساسية. تشير الواقعية التقنية إلى أن التقنية، مهما بدت ثورية، تظل استمرارًا لثورات مماثلة عبر التاريخ البشري.

## النهج
يتضمن النهج الواقعي التقني فحصًا ناقدًا ومستمرًا لأداء التقنية وكيف لها أن تساعد الناس في تحسين نوعية حياتهم ومجتمعاتهم وبنيتهم الاقتصادية والاجتماعية والسياسية. بالإضافة إلى ذلك، بدلًا من خبراء السياسة والخبراء والنخبة، فإن ناقد التقنية هو الذي يتولى مركز الصدارة في خطاب قضايا سياسة التقنية.
على الرغم من أن الواقعية التكنولوجية بدأت بالتركيز على المخاوف القائمة في الولايات المتحدة بشأن تقنية المعلومات، إلا أنها تطورت إلى حركة فكرية دولية ذات مجموعة متنوعة من الاهتمامات مثل التقنية الحيوية وتقنية النانو.

## واقعيو التقنية
تطالب الواقعية التقنية إلى التفكير بشكل ناقد حول الدور الذي تلعبه الأدوات والواجهات في التطور البشري والحياة اليومية. ومن الأهمية بمكان فهم حقيقة أن المد الحالي للتحول التقني، على الرغم من أهميته وقوته، إلا أنه يشكل في واقع الأمر استمرارًا لموجات التغيير التي حدثت على مر التاريخ. وبالنظر إلى تاريخ السيارات أو التلفزيون أو الهاتف على سبيل المثال ـ ليس فقط الأجهزة بل والمؤسسات التي تحولت إليها ـ فهناك فوائد عميقة فضلًا عن التكاليف الباهظة. وعلى نحو مماثل فإن هناك توقعًا أن يكون هناك تحسن بسبب مزيج التقنيات الناشئة اليوم، وهو ما يساعد على البقاء على أهبة الاستعداد لمواجهة العواقب غير المتوقعة ـ والتي لابد وأن يتم التعامل معها من خلال التصميم المدروس والاستخدام المناسب.

## أنظر أيضًا
- النقد التقني
- تاريخ العلوم والتقنية

## مبادئ
- المبادئ الحيوية
- المبادئ المعلوماتية
- مبادئ علم الأعصاب
- مبادئ النانو
- مبادئ الروبوتات
- مبادئ التقنية
- التقنية